# Eudòxia Epifania
Eudòxia Epifània era una princesa romana d'Orient, filla de l'emperador romà d'Orient Heracli i de la seva primera dona Fàbia Eudòxia. Va néixer a Constantinoble el 7 de juliol del 611 i fou batejada el 15 d'agost següent al Palau de Blaquernes. Per la mort de la seva mare, va ser coronada augusta a l'oratori de Sant Esteve, a palau, el 4 d'octubre del mateix anys.
En aquella època l'Imperi Romà d'Orient estava en guerra contra l'Imperi Sassànida, i tant ella com la seva madrastra Martina i els seus germans acompanyaven Heracli en el curs de la guerra. Quan tenia 15 anys, el 626 el seu pare la va prometre a un kan turc que les fonts romanes d'Orient anomenen Ziebel i que s'identifica amb T'ong Che-hu (Tun Yabghu Khan), kan del 618 al 630, o potser amb el seu fill, que era aliat de Constantinoble en la guerra contra els sassànides. Més tard fou enviada amb el seu promès, però pel camí es va conèixer la mort del futur marit i va retornar a l'Imperi Romà d'Orient.
L'any 636 el patriarca Cir d'Alexandria, va suggerir a Heracli que pagués tribut als àrabs i que oferís Eudòxia o a alguna altra de les seves filles al general Amr ibn al-As per frenar l'avanç dels enemics. Aquesta notícia no consta al llibre Ἔκθεσις τῆς Βασιλείου Τάξεως, (De Ceremoniis Aulae Byzantinae) de l'emperador Constantí VII, i és probable que el 636 Eudòxia ja fos morta.